# Сизая горихвостка
Сизая горихвостка, или сизая ручьевая горихвостка (лат. Phoenicurus fuliginosus), — вид птиц из семейства мухоловковых. Выделяют два подвида).

## Описание
Длина сизой горихвостки составляет около 12—14 см, длина крыльев 7—8 см. Оперение самца в основном тёмного сизо-голубоватого цвета, хвост рыже-красный. Оперение самки светло-серое, брюхо и грудь белые с серыми пестринами, хвост чёрный с белыми пятнами у основания внешних рулевых перьев. Молодые птицы похожи на самок.

## Распространение
Сизая горихвостка распространена в Афганистане, Бутане, Китае, Индии, Лаосе, Мьянме, Непале, Пакистане, Тайване, Таиланде и Вьетнаме. Места обитания — быстрые горные потоки воды, водопады и подножия гор на высоте до 2 400 м над уровнем моря. Предпочтение отдаётся водоёмам с высокой концентрацией насекомых, таких как подёнки.

## Питание
Питание состоит в основном из насекомых и других беспозвоночных, на которых птица охотится в воздухе или на скалах. Она также может есть ягоды.

## Размножение
Период гнездования птиц начинается в январе—феврале и длится по май—июнь. Чашеобразное гнездо строится из мха, водорослей и стеблей растений между камнями или в расщелинах. Самка откладывает 4—5 голубовато-зелёных с коричневыми крапинами яиц.